# Сант'Андреа дел Гариляно
Сант'Андрѐа дел Гариля̀но (на италиански: Sant'Andrea del Garigliano) е село и община в Централна Италия, провинция Фрозиноне, регион Лацио. Разположено е на 176 m надморска височина. Населението на общината е 1601 души (към 2010 г.).